# Guillaume de Nogaret

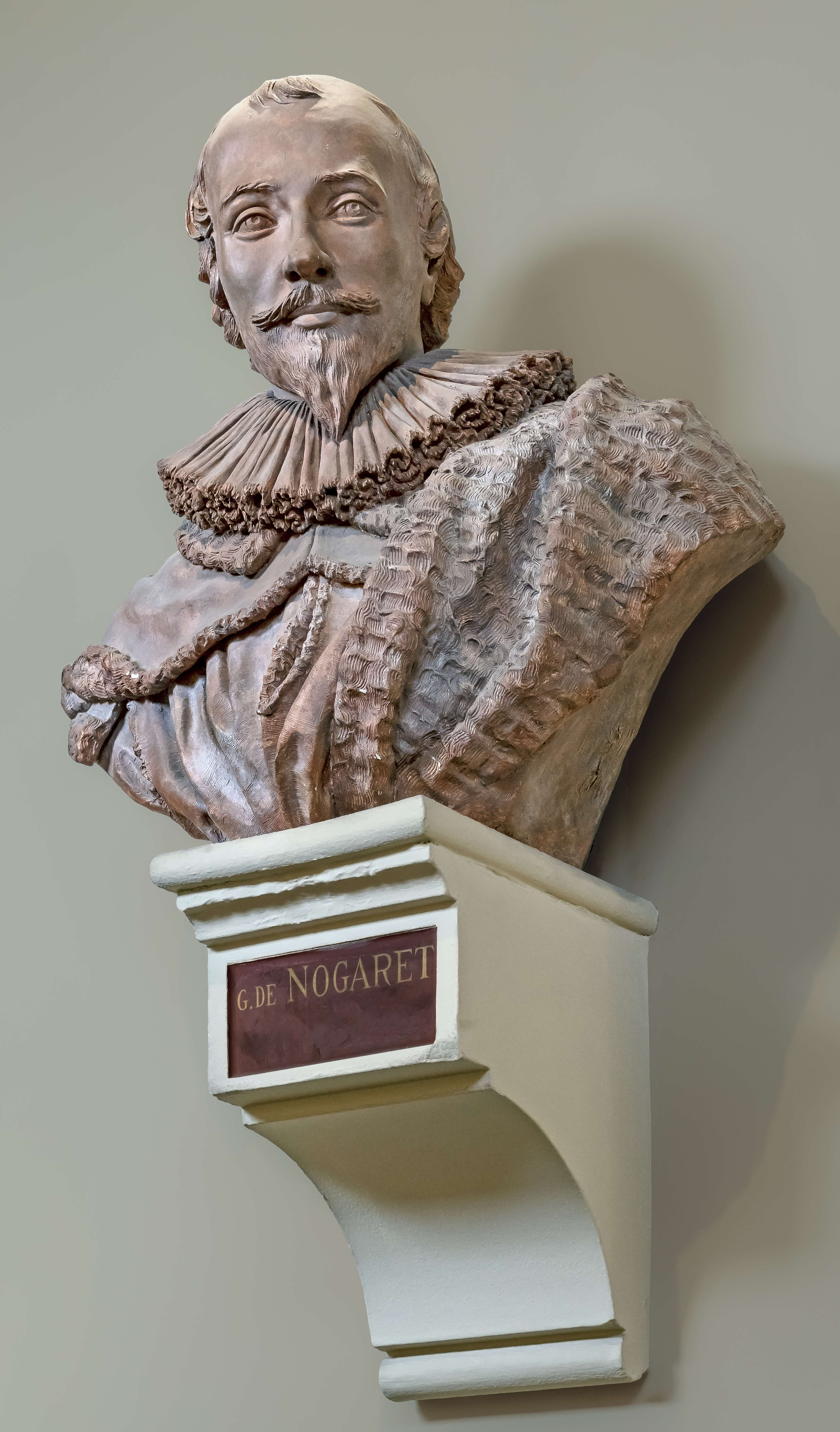
Guillaume de Nogaret

Guillaume de Nogaret (auch Wilhelm von Nogaret, * um 1260 in Saint-Félix-Lauragais; † 11. April 1313) war Höfling und wichtiger Berater des französischen Königs Philipp des Schönen. Nogaret war treibende Kraft bei der Auseinandersetzung des Königs mit den Päpsten, außerdem betrieb er die Auflösung des Templerordens.

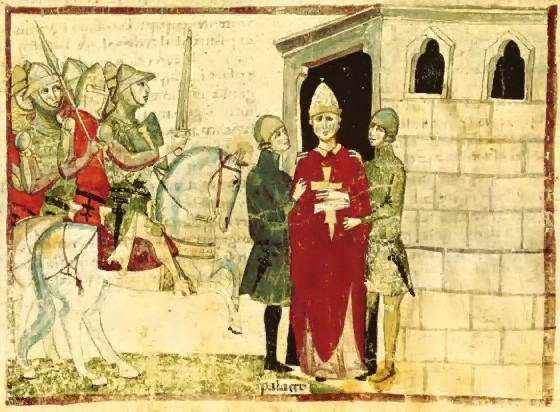
Guillaume de Nogaret und Sciarra Colonna nehmen Papst Bonifatius VIII. gefangen. (Darstellung aus der Nuova Cronica des Giovanni Villani, 14. Jahrhundert)

Guillaume de Nogaret studierte römisches Recht. 1294 erhielt er eine Stelle an einem königlichen Gericht, 1299 wurde er Ritter des Königs. Im Jahr 1300 sandte Philipp ihn als Gesandten zum Heiligen Stuhl. Nach dem Tod von Pierre Flote in der Schlacht von Courtrai (1302) wurde Nogaret oberster Berater des Königs. Wegen der Publikation der päpstlichen Bulle Unam Sanctam ließ Nogaret den französisch-päpstlichen Konflikt eskalieren. In einer Versammlung der Großen des Reiches im Louvre attackierte er am 12. März 1303 Papst Bonifatius VIII. auf das Schärfste.
Nogaret verband sich mit den italienischen Feinden des Papstes (Sciarra Colonna u. a.) und verübte einen Anschlag auf jenen. In einem Überraschungsangriff konnte er am 7. September 1303 die Kleinstadt Anagni einnehmen, wo Bonifaz VIII. seine Sommerresidenz hatte. So wollte er die für den 8. September geplante Verlesung der Bannbulle gegen König Philipp verhindern. Der Papst blieb jedoch unnachgiebig und man traute sich nicht, ihn zu töten, so dass die Bürger von Anagni Nogaret und seine Genossen zwei Tage später schließlich vertreiben konnten. Dieser Vorgang ist als Attentat von Anagni in die Geschichte eingegangen.
Am 14. September 1307 (dem Fest der Kreuzerhöhung) wurde ein Haftbefehl Philipps IV. gegen die Mitglieder des  Templerordens ausgefertigt, und zwar für alle Templer ohne Ausnahme. Am Freitag, den 13. Oktober 1307 ließ Guillaume de Nogaret auf Geheiß König Philipps IV. die führenden Templer verhaften.

## Trivia
In der Serie Knightfall wird de Nogaret von Julian Ovenden verkörpert.